# In the Cloud
In the Cloud es una película estadounidense de ciencia ficción y suspenso dirigida por Robert Scott Wildes, y escrita por Vanya Asher, protagonizada por Justin Chatwin, Adetomiwa Edun, Nora Arnezeder y Gabriel Byrne. La película es una producción original de Crackle.

## Sinopsis
Usando un entorno de realidad virtual para identificar la ubicación de bombas, dos genios invaden la memoria de terroristas.

## Reparto
- Justin Chatwin[1] como Halid 'Hale' Begovic.
- Adetomiwa Edun[1] como Theo Jones.
- Nora Arnezeder[1] como Suzanna (Z).
- Laura Fraser[1] como Mary Klaxon.
- Gabriel Byrne[1] como Doc Wolff.
- Charlie Carver como Jude.
- Max Carver como Caden.
- Daniel Portman como Max Kavinsky.
- Ali Cocinar como Paul Avalon.
- Sean de Alimentación como Robert.
- Emmett J. Scanlan como Alfie.
- Rosie Cavaliero como Sandra Bullington.
- Aleksander Mikic como Soldier / Tata.
- Sam Attwater como Rupert.
- Maya Barcot como Mama.

## Producción

### Rodaje
El 20 de septiembre de 2017, se anunció el reparto de la película, que incluye a Nora Arnezeder, Gabriel Byrne, Justin Chatwin, Tomiwa Edun, y Laura Fraser.

### Filmación
La película fue rodada en Manchester. La fotografía principal comenzó el 22 de agosto de 2017, y terminó el 17 de septiembre.

## Estreno
La película se estrenó en Crackle el 8 de febrero de 2018.